# Elezioni comunali in Abruzzo del 2018
Le elezioni comunali in Abruzzo del 2018 si sono svolte il 10 giugno (con ballottaggio domenica 24 giugno).

## Riepilogo sindaci eletti
Coalizione di centro-sinistra
     Coalizione di centro-destra
     Commissario prefettizio
| Provincia | Comune | Popolazione legale (censimento 2018) | Sindaco uscente | Sindaco uscente  | Sindaco eletto | Sindaco eletto             | Primo turno | Primo turno | Secondo turno | Secondo turno | Seggi   |
| Provincia | Comune | Popolazione legale (censimento 2018) | Sindaco uscente | Sindaco uscente  | Sindaco eletto | Sindaco eletto             | Voti        | %           | Voti          | %             | Seggi   |
| --------- | ------ | ------------------------------------ | --------------- | ---------------- | -------------- | -------------------------- | ----------- | ----------- | ------------- | ------------- | ------- |
| Teramo    | Teramo | 54 443                               |                 | Luigi Pizzi      |                | Gianguido D'Alberto (Ind.) | 6 492       | 21,13       | 12 205        | 53,26         | 20 / 32 |
| Teramo    | Silvi  | 15 474                               |                 | Samuele De Lucia |                | Andrea Scordella (LSP)     | 2 598       | 33,33       | 3 633         | 55,36         | 10 / 16 |

## Provincia di Teramo

### Teramo
| Candidati                     | Candidati                      | II turno             | II turno            | I turno | I turno | Liste                | Voti   | %     | Seggi |
| Candidati                     | Candidati                      | Voti                 | %                   | Voti    | %       | Liste                | Voti   | %     | Seggi |
| ----------------------------- | ------------------------------ | -------------------- | ------------------- | ------- | ------- | -------------------- | ------ | ----- | ----- |
|                               | Gianguido D'Alberto ✔️ Sindaco | 12 205               | 53,26               | 6 492   | 21,13   | Partito Democratico  | 2 565  | 8,63  | 8     |
| Insieme Possiamo              | Gianguido D'Alberto ✔️ Sindaco | 12 205               | 53,26               | 6 492   | 21,13   | 2 303                | 7,75   | 8     |       |
| Teramo Vive                   | Gianguido D'Alberto ✔️ Sindaco | 12 205               | 53,26               | 6 492   | 21,13   | 809                  | 2,72   | 2     |       |
| Teramo 3.0                    | Gianguido D'Alberto ✔️ Sindaco | 12 205               | 53,26               | 6 492   | 21,13   | 702                  | 2,36   | 2     |       |
| Totale liste                  | Gianguido D'Alberto ✔️ Sindaco | 12 205               | 53,26               | 6 492   | 21,13   | 6 379                | 21,47  | 20    |       |
|                               | Giandonato Morra               | 10 713               | 46,74               | 10 638  | 34,63   | Futuro In            | 3 256  | 10,96 | 2     |
| Forza Italia                  | Giandonato Morra               | 10 713               | 46,74               | 10 638  | 34,63   | 2 634                | 8,86   | 1     |       |
| Fratelli d'Italia             | Giandonato Morra               | 10 713               | 46,74               | 10 638  | 34,63   | 2 085                | 7,02   | 1     |       |
| Lega                          | Giandonato Morra               | 10 713               | 46,74               | 10 638  | 34,63   | 1 785                | 6,01   | 1     |       |
| Oltre Teramo 2023             | Giandonato Morra               | 10 713               | 46,74               | 10 638  | 34,63   | 1 525                | 5,13   | 1     |       |
| Il Popolo della Famiglia      | Giandonato Morra               | 10 713               | 46,74               | 10 638  | 34,63   | 118                  | 0,40   | –     |       |
| Seggio di coalizione          | Seggio di coalizione           | Seggio di coalizione | 46,74               | 10 638  | 34,63   | 1                    |        |       |       |
| Totale liste                  | Giandonato Morra               | 10 713               | 46,74               | 10 638  | 34,63   | 11 403               | 38,38  | 6     |       |
|                               | Cristiano Rocchetti            | Cristiano Rocchetti  | Cristiano Rocchetti | 5 063   | 16,48   | Movimento 5 Stelle   | 3 934  | 13,24 | 1     |
| Seggio di coalizione          | Seggio di coalizione           | Seggio di coalizione | Cristiano Rocchetti | 5 063   | 16,48   | 1                    |        |       |       |
|                               | Mauro Di Dalmazio              | Mauro Di Dalmazio    | Mauro Di Dalmazio   | 3 532   | 11,50   | Al Centro per Teramo | 2 524  | 8,49  | 1     |
| Azione Politica               | Mauro Di Dalmazio              | Mauro Di Dalmazio    | Mauro Di Dalmazio   | 3 532   | 11,50   | 1 013                | 3,41   | –     |       |
| Seggio di coalizione          | Seggio di coalizione           | Seggio di coalizione | Mauro Di Dalmazio   | 3 532   | 11,50   | 1                    |        |       |       |
| Totale liste                  | Mauro Di Dalmazio              | Mauro Di Dalmazio    | Mauro Di Dalmazio   | 3 532   | 11,50   | 3 537                | 11,90  | 1     |       |
|                               | Giovanni Cavallari             | Giovanni Cavallari   | Giovanni Cavallari  | 3 146   | 10,24   | Bella Teramo         | 2 596  | 8,74  | –     |
| Seggio di coalizione          | Seggio di coalizione           | Seggio di coalizione | Giovanni Cavallari  | 3 146   | 10,24   | 1                    |        |       |       |
|                               | Alberto Covelli                | Alberto Covelli      | Alberto Covelli     | 1 580   | 5,14    | Abruzzo Insieme      | 909    | 3,06  | –     |
| Popolari con Teramo           | Alberto Covelli                | Alberto Covelli      | Alberto Covelli     | 1 580   | 5,14    | 720                  | 2,42   | –     |       |
| Totale liste                  | Alberto Covelli                | Alberto Covelli      | Alberto Covelli     | 1 580   | 5,14    | 1 629                | 5,48   | –     |       |
|                               | Paola Cardelli                 | Paola Cardelli       | Paola Cardelli      | 271     | 0,88    | Sinistra per Teramo  | 236    | 0,79  | –     |
| Totale                        | Totale                         | 22 918               | 100                 | 30 722  | 100     |                      | 29 714 | 100   | 32    |
|                               |                                |                      |                     |         |         |                      |        |       |       |
| Schede bianche                | Schede bianche                 | 190                  | 0,81                | 118     | 0,37    |                      |        |       |       |
| Schede nulle                  | Schede nulle                   | 385                  | 1,64                | 737     | 2,33    |                      |        |       |       |
| Votanti                       | Votanti                        | 23 493               | 50,00               | 31 577  | 67,20   |                      |        |       |       |
| Elettori                      | Elettori                       | 46 988               |                     | 46 988  |         |                      |        |       |       |
|                               |                                |                      |                     |         |         |                      |        |       |       |
| Fonte: Ministero dell'interno |                                |                      |                     |         |         |                      |        |       |       |

### Silvi
| Candidati                     | Candidati                   | II turno             | II turno            | I turno | I turno | Liste              | Voti  | %     | Seggi |
| Candidati                     | Candidati                   | Voti                 | %                   | Voti    | %       | Liste              | Voti  | %     | Seggi |
| ----------------------------- | --------------------------- | -------------------- | ------------------- | ------- | ------- | ------------------ | ----- | ----- | ----- |
|                               | Andrea Scordella ✔️ Sindaco | 3 633                | 55,36               | 2 598   | 33,33   | Lega               | 1 166 | 15,62 | 5     |
| Forza Italia                  | Andrea Scordella ✔️ Sindaco | 3 633                | 55,36               | 2 598   | 33,33   | 625                | 8,37  | 2     |       |
| Idea Popolo Libertà           | Andrea Scordella ✔️ Sindaco | 3 633                | 55,36               | 2 598   | 33,33   | 546                | 7,32  | 2     |       |
| Fratelli d'Italia             | Andrea Scordella ✔️ Sindaco | 3 633                | 55,36               | 2 598   | 33,33   | 258                | 3,46  | 1     |       |
| Totale liste                  | Andrea Scordella ✔️ Sindaco | 3 633                | 55,36               | 2 598   | 33,33   | 2 595              | 34,77 | 10    |       |
|                               | Francesco Comignani         | 2 929                | 44,64               | 2 772   | 35,57   | Silvi Ripartiamo   | 1 122 | 15,03 | 2     |
| Democratici per Silvi         | Francesco Comignani         | 2 929                | 44,64               | 2 772   | 35,57   | 1 113              | 14,91 | 1     |       |
| Obiettivo Silvi               | Francesco Comignani         | 2 929                | 44,64               | 2 772   | 35,57   | 504                | 6,75  | –     |       |
| Seggio di coalizione          | Seggio di coalizione        | Seggio di coalizione | 44,64               | 2 772   | 35,57   | 1                  |       |       |       |
| Totale liste                  | Francesco Comignani         | 2 929                | 44,64               | 2 772   | 35,57   | 2 739              | 36,70 | 3     |       |
|                               | Simona Astolfi              | Simona Astolfi       | Simona Astolfi      | 1 887   | 24,21   | Movimento 5 Stelle | 1 674 | 22,43 | 1     |
| Seggio di coalizione          | Seggio di coalizione        | Seggio di coalizione | Simona Astolfi      | 1 887   | 24,21   | 1                  |       |       |       |
|                               | Antonio Del Vecchio         | Antonio Del Vecchio  | Antonio Del Vecchio | 537     | 6,89    | Silvi in Comune    | 331   | 4,43  | –     |
| Giovani in Comune             | Antonio Del Vecchio         | Antonio Del Vecchio  | Antonio Del Vecchio | 537     | 6,89    | 125                | 1,67  | –     |       |
| Totale liste                  | Antonio Del Vecchio         | Antonio Del Vecchio  | Antonio Del Vecchio | 537     | 6,89    | 456                | 6,11  | –     |       |
| Totale                        | Totale                      | 6 562                | 100                 | 7 794   | 100     |                    | 7 464 | 100   | 16    |
|                               |                             |                      |                     |         |         |                    |       |       |       |
| Schede bianche                | Schede bianche              | 57                   | 0,85                | 30      | 0,37    |                    |       |       |       |
| Schede nulle                  | Schede nulle                | 105                  | 1,56                | 190     | 2,37    |                    |       |       |       |
| Votanti                       | Votanti                     | 6 724                | 51,04               | 8 014   | 60,84   |                    |       |       |       |
| Elettori                      | Elettori                    | 13 173               |                     | 13 173  |         |                    |       |       |       |
|                               |                             |                      |                     |         |         |                    |       |       |       |
| Fonte: Ministero dell'interno |                             |                      |                     |         |         |                    |       |       |       |

1. ↑  Include candidati del Partito Democratico.